# Diaspora tunisienne
La diaspora tunisienne regroupe la population d'origine tunisienne vivant à l'extérieur du pays. Elle est la conséquence directe du fort taux d'émigration que connaît la Tunisie depuis son indépendance en 1956.
Dans les années 1960 et 1970, la conjoncture économique favorable que connaît la France contribue à amplifier le phénomène. Le début des années 1980 voit un véritable essor de la communauté tunisienne dans ce pays en raison des régularisations (plus de 22 000 cas).

## Population
En 2014, le nombre de Tunisiens résidant à l'étranger est évalué à 1 282 371 personnes dont une majorité en Europe. Néanmoins, ces chiffres officiels semblent être sous-estimés en raison de l'inadéquation des bases des immatriculations consulaires à des fins statistiques. Ainsi, il n'est pas rare de trouver un identifiant unique pour les membres d'une même famille ou des doublons. Parmi les ressortissants faiblement immatriculés figurent la troisième génération en France (dont on estime qu'une personne sur dix ne serait pas immatriculée) et les enfants de parents mixtes. Les sans-papiers (très nombreux en Italie par exemple) n'ont pas droit non plus à l'immatriculation.
728 094 sont installés en France — l'une des plus importantes communautés étrangères du pays — et bénéficient pour les deux-tiers de la double nationalité. Ils se concentrent essentiellement dans les grandes villes (40 % à Paris, 12 % à Lyon et 8 % à Marseille mais aussi à Nice, Bordeaux, Toulouse, Strasbourg ou Lille). Sonia Mabrouk explique ce phénomène de regroupement par l'origine urbaine des migrants tunisiens (régions de Tunis et du littoral) mais aussi par la nature des différentes vagues de migrants. Ainsi, les années 1970 voient surtout l'arrivée de migrants provenant du sud de la Tunisie. Ceux-ci s'installent dans la vallée du Rhône et à Paris, qui regroupent alors la plupart des opportunités d'emplois, et créent des réseaux avec leurs régions d'origine, utilisés ensuite par d'autres migrants. Selon l'Insee, 1,4 % des enfants nés en 2011 en France métropolitaine, soit 11 466 sur 792 996, ont un père né en Tunisie, avec la plus forte proportion dans les départements des Alpes-Maritimes (8,6 %), du Var (4,5 %), de Seine-Saint-Denis (3,9 %), du Rhône (3,7 %), du Val-de-Marne (3,4 %), et des Bouches-du-Rhône (2,4 %).
| Pays                                                     | Total (2014) |
| -------------------------------------------------------- | ------------ |
| Europe                                                   | 1 122 067    |
| France                                                   | 728 094      |
| Italie                                                   | 197 160      |
| Allemagne                                                | 94 536       |
| Belgique et Luxembourg                                   | 28 809       |
| Suisse                                                   | 18 847       |
| Royaume-Uni et Irlande                                   | 10 444       |
| Suède                                                    | 9 474        |
| Pays-Bas                                                 | 9 231        |
| Autriche, Croatie, Slovaquie et Slovénie                 | 7 921        |
| Espagne                                                  | 3 722        |
| Russie et Ukraine                                        | 1 851        |
| Norvège                                                  | 1 803        |
| Roumanie                                                 | 1 555        |
| Denmark                                                  | 1 420        |
| Pologne                                                  | 1 340        |
| Finlande                                                 | 1 219        |
| Tchéquie                                                 | 1 125        |
| Grèce                                                    | 981          |
| Hongrie                                                  | 437          |
| Turquie                                                  | 417          |
| Afrique du Nord et Moyen-Orient                          | 110 385      |
| Libye                                                    | 68 952       |
| Émirats arabes unis                                      | 39 238       |
| Algérie                                                  | 21 420       |
| Arabie saoudite                                          | 21 086       |
| Qatar                                                    | 17 750       |
| Oman                                                     | 5 693        |
| Maroc                                                    | 4 570        |
| Koweït                                                   | 3 500        |
| Égypte                                                   | 3 413        |
| Syrie                                                    | 1 723        |
| Bahreïn                                                  | 1 605        |
| Liban                                                    | 1 323        |
| Jordan                                                   | 950          |
| Amérique du Nord                                         | 44 195       |
| Canada                                                   | 27 427       |
| États-Unis                                               | 16 654       |
| Afrique subsaharienne                                    | 3 359        |
| Côte d'Ivoire                                            | 642          |
| Sénégal                                                  | 640          |
| Gabon                                                    | 352          |
| Afrique du Sud                                           | 349          |
| Asie-Pacifique                                           | 3 652        |
| Japon                                                    | 778          |
| Australie                                                | 514          |
| Indonésie, Malaisie, Singapour, Thaïlande et Philippines | 497          |
| Chine                                                    | 279          |
| Total                                                    | 1 282 371    |
| Source : Leaders                                         |              |

## Profils
Des statistiques de l'Office des Tunisiens à l'étranger font état de plus de 128 000 familles tunisiennes en Europe avec une concentration en France et en Allemagne. Les jeunes Tunisiens à l'étranger, qui sont âgés de moins de 16 ans, représentent 25 % de la communauté tunisienne à l'étranger. Il s'agit donc d'un rajeunissement de l'émigration tunisienne qui en est actuellement à sa troisième génération. Les femmes représentent à peu près 26 % de l'ensemble de la communauté. En France, leur pourcentage est estimé à 38,2 %. La part des Tunisiens qui ont plus de 60 ans est d'environ 7 %.
À l'origine, la plupart des Tunisiens en Europe travaillaient dans des secteurs nécessitant un niveau de qualification moyen voire faible. En effet, les migrants des années 1960 et 1970 étaient peu scolarisés (paysans ou ouvriers pour la plupart).
Désormais, la plupart des Tunisiens installés en France travaillent dans le secteur des services (hôtellerie, restauration ou commerce de proximité) ou à la tête de petites entreprises. En 2008, la Tunisie devient le premier pays maghrébin à signer un accord de gestion concertée des flux migratoires sous l'impulsion du président Nicolas Sarkozy : il prévoit notamment un accès facilité pour près de 9 000 étudiants tunisiens inscrits dans des établissements français mais aussi des cartes de séjours pour près de 500 personnes hautement qualifiées afin qu'elles puissent acquérir une expérience en France durant une période maximum de six ans. Dans le monde arabe, la population tunisienne se constitue d'une majorité de personnes bien voire très qualifiées car les ouvriers et les personnes moyennement qualifiées proviennent pour la plupart des pays asiatiques, comme l'Inde, le Pakistan ou l'Afghanistan.
| Compétences tunisiennes à l'étranger (2011) | Compétences tunisiennes à l'étranger (2011) |
| Spécialité                                  | Total                                       |
| ------------------------------------------- | ------------------------------------------- |
| Enseignement et recherche scientifique      | 2 083                                       |
| Architecture                                | 1 938                                       |
| Médecine et pharmacie                       | 893                                         |
| Informatique                                | 380                                         |
| Avocat                                      | 89                                          |
| Hommes d’affaires                           | 1 105                                       |
| Autres spécialités                          | 1 860                                       |
| Total                                       | 8 348                                       |
| Pays                                        | Nombre de compétences                       |
| Europe                                      | 4 193                                       |
| Amérique, Canada et Brésil                  | 1 609                                       |
| Pays arabes                                 | 1 226                                       |
| Afrique                                     | 136                                         |
| Asie                                        | 68                                          |
| Australie                                   | 11                                          |
| Total                                       | 7 243                                       |
| Sources : Office des Tunisiens à l'étranger |                                             |

## Investissements
L'apport des Tunisiens à l'étranger englobe l'ensemble des projets qu'ils financent directement ou indirectement en Tunisie. Selon l'Office des Tunisiens à l'étranger, leur nombre, pour la période allant de 1987 à 2004, s'élèverait à 8 845, pour un investissement global de l'ordre de 321 millions de dinars, générant 39 381 emplois, principalement tourné vers les services (64 %) et l'industrie (26 %) :
- 5 649 projets en matière de services mobilisant 140,1 millions de dinars et générant 17 397 emplois ;
- 2 423 projets dans le secteur industriel avec 133,7 millions d'investissements et 20 513 emplois ;
- 773 projets dans le secteur agricole pour un volume d'investissement de 47,2 millions de dinars et 1 471 emplois.

Selon l'Office des Tunisiens à l'étranger, les transferts des Tunisiens à l'étranger atteignent une moyenne annuelle de 1,1 milliard de dinars, dont 76 % sous forme de transferts monétaires, ce qui constitue la quatrième source de devises du pays et représente 5 % du PIB et 23 % de l'épargne nationale. Mais, bien que ces transferts augmentent de 8,9 % par an, l'apport en matière d'investissements ne cesse de diminuer depuis 1996 et le nombre de projets créés par les Tunisiens à l'étranger a tendance à stagner.

## Liens avec la Tunisie
En Tunisie, des cours d'enseignement de l'arabe sont organisés pendant les vacances d'été pour les enfants tunisiens résidant à l'étranger.

## Racisme
- Si vous ne connaissez pas le sujet, laissez ce bandeau (vous pouvez alors contacter les auteurs).
- Si vous supprimez le contenu mis en cause (vous pouvez préalablement contacter les auteurs),

argumentez précisément cette suppression dans la page de discussion
(un manque de référence n'est pas un argument ; une recherche réelle de référence doit avoir été effectuée, être formellement documentée).
La diaspora tunisienne est soumise à de l'exclusion et du racisme en France, et plus particulièrement les binationaux. La diaspora tunisienne, tout comme d'autres communautés issues de l'immigration, est souvent confrontée à des formes de racisme et de discrimination en France. Ces formes de racisme peuvent varier en intensité et en manifestation, allant de la violence physique à la discrimination institutionnelle, en passant par l'isolement social.
Un témoignage de ces réalités est celui de Laldja, une femme victime de la prostitution qui a partagé son histoire sur le site du Mouvement du Nid. Elle décrit comment elle est devenue une cible à cause de sa situation de vulnérabilité et comment elle a été exploitée. Le témoignage met en lumière les dynamiques racistes et sexistes qui peuvent se manifester dans les situations d'extrême précarité, comme la prostitution forcée.
Un autre exemple concerne Aïcha, qui a subi du racisme au sein de sa propre belle-famille en France. Son histoire, racontée sur Europe 1, révèle comment les tensions raciales peuvent s'exacerber dans les sphères privées, avec des conséquences graves, allant jusqu'à des menaces de mort. Cela montre que le racisme ne se limite pas à des interactions publiques, mais peut aussi être profondément enraciné dans les relations familiales.
L'affaire de Pontoise illustre également la violence raciale à laquelle peuvent être confrontés les Tunisiens en France. Un homme est en effet jugé pour avoir tenté de tuer un Tunisien, affirmant être arrivé avec l'intention de tuer. Ce cas reflète l'existence d'une haine raciale violente qui peut se manifester dans des actes extrêmes, rappelant que le racisme contre les Tunisiens et d'autres communautés immigrées reste un problème en France.
En parallèle, l'affaire Salah Klai en Corse met également en lumière les difficultés rencontrées par certaines communautés à obtenir justice et à voir leur dignité respectée. Klai, un jardinier de 68 ans d'origine tunisienne, est abattu en plein jour à Cargèse le 31 janvier 2021. Malgré la gravité de l'acte, l'enquête peine à identifier le coupable. Une campagne de prélèvements ADN est lancée pour tenter de faire avancer l'enquête, mais l'indifférence générale autour de cette affaire choque la communauté locale,,.